# Theodor Nelson
Theodor Holm Nelson, ou simplesmente Ted Nelson, é um filósofo e sociólogo estadunidense nascido em 1937. Pioneiro da Tecnologia da Informação, inventou os termos hipertexto e hipermídia, em 1963, e os publicou em livro, no ano de 1965. Também inventou os termos transclusão, transcopyright e virtualidade.
O grande mote do trabalho de Ted Nelson tem sido tornar os computadores acessíveis para pessoas comuns. Seu lema é:

Uma interface para um usuário deve ser tão simples que um iniciante, numa emergência, deve entendê-la em 10 segundos.

## Carreira
Nelson fundou o Projeto Xanadu em 1960 com o objetivo de criar uma rede de computadores de interface simples. O trabalho está documentado no seu livro de 1974 Computer Lib/Dream Machines e no livro de 1981 Literary Machines (nenhum com tradução para a língua portuguesa). A maior parte da sua vida adulta tem sido dedicada ao Projeto Xanadu e à disseminação dessa idéia.
O Projeto Xanadu na realidade falhou em sua disseminação, por uma série de razões que estão em disputa. O jornalista Gary Wolf publicou um artigo em 1995 na revista Wired que deixou Ted Nelson muito desgostoso com o que foi dito a respeito de seu trabalho. Nelson expressou seu descontentamento no seu website".
Alguns aspectos de suas idéias visionárias podem ser relacionadas com o desenvolvimento do protocolo WWW, criado por Tim Berners-Lee. A Web deve muito de sua inspiração ao Xanadu, mas Nelson não aprova nem um pouco a World Wide Web, o XML e todos os sistemas relacionados ao protocolo de Berners-Lee, lembrando que a Web é uma simplificação grosseira das idéias contidas no Xanadu:
HTML é precisamente o que tentávamos EVITAR; links quebrados, links unidirecionais, citações sem ligação com sua fonte, nenhum controle de versões publicadas, nenhum controle de direitos autorais. Ted Nelson one-liners

Nelson desenvolve atualmente numa nova forma de estruturar a informação e para isso desenvolveu o sistema ZigZag (software), que é descrito no site do Projeto Xanadu (infelizmente, só em inglês), que também armazena duas versões do código do Xanadu.
Atualmente é filósofo e Professor Convidado da Universidade de Oxford, onde trabalha nas áreas da informação, computação e interfaces homem-máquina.
Ted Nelson esteve no Brasil recentemente, onde proferiu palestra de abertura no FILE Symposium - evento que contou com o apoio do CNPq e de algumas universidades brasileiras.

## Formação e Títulos
Nelson tem graduação em filosofia pelo Swarthmore College em 1959, mestrado em sociologia pela Harvard University em 1963, e doutorado em Mídia e Governança pela Universidade Keio em 2002.
Em 1998, durante a sétima conferência da WWW, em Brisbane, Australia, Ted foi agraciado com o Yuri Rubinsky Memorial Award. Ted mencionou que tinha sido o primeiro prêmio que havia recebido em sua vida pelo seu trabalho.
Em 2001 Ted Nelson foi homenageado pela França e nomeado "Officier des Arts et Lettres". Em 2004 foi indicado como Fellow no Wadham College, em Oxford, e foi associado ao Oxford Internet Institute, onde atualmente desenvolve suas pesquisas.
Ted Nelson é filho do ganhador do prêmio Emmy Award diretor Ralph Nelson e da atriz Celeste Holm.